# Liste des sources de Spa

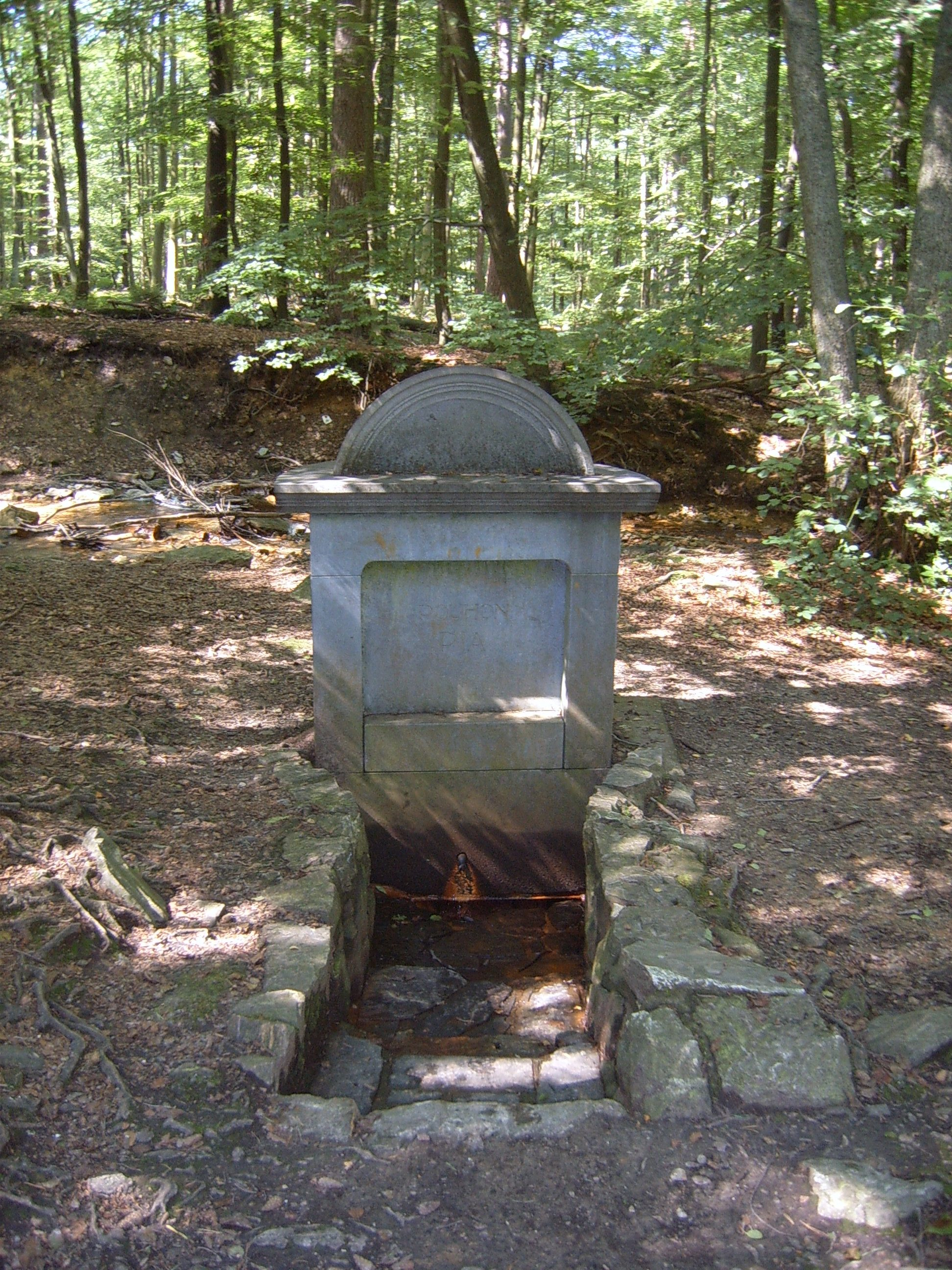
Le pouhon Pia.

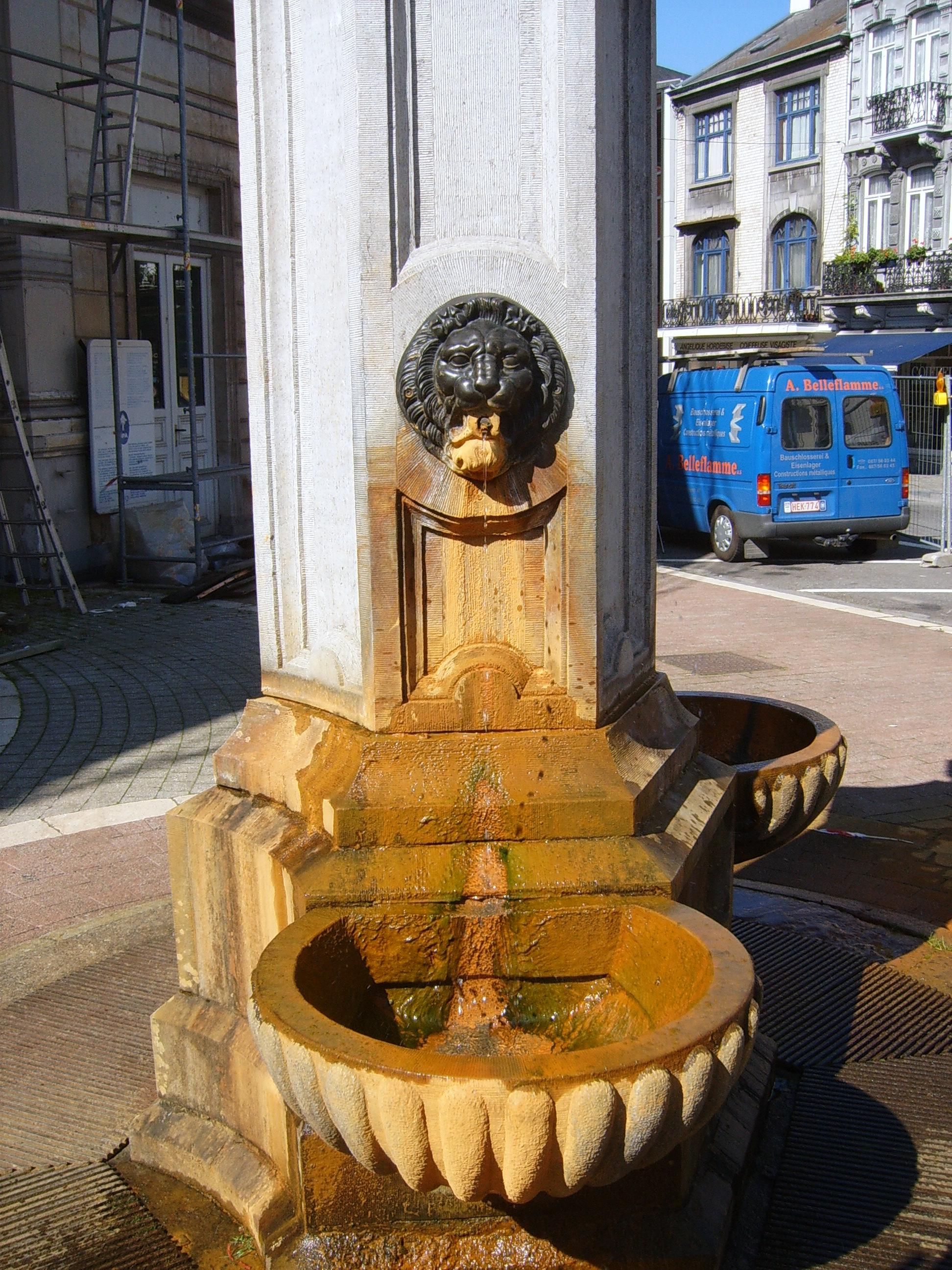
Pouhon aux Armes d'Autriche à son ancien emplacement devant le bâtiment du pouhon Pierre-le-Grand.

Articles principaux : Spa, source, pouhon

## Liste des sources
- Pouhon aux Armes d'Autriche (démonté en 2013 et remonté en 2018 au pied du funiculaire)
- Pouhon des Artistes

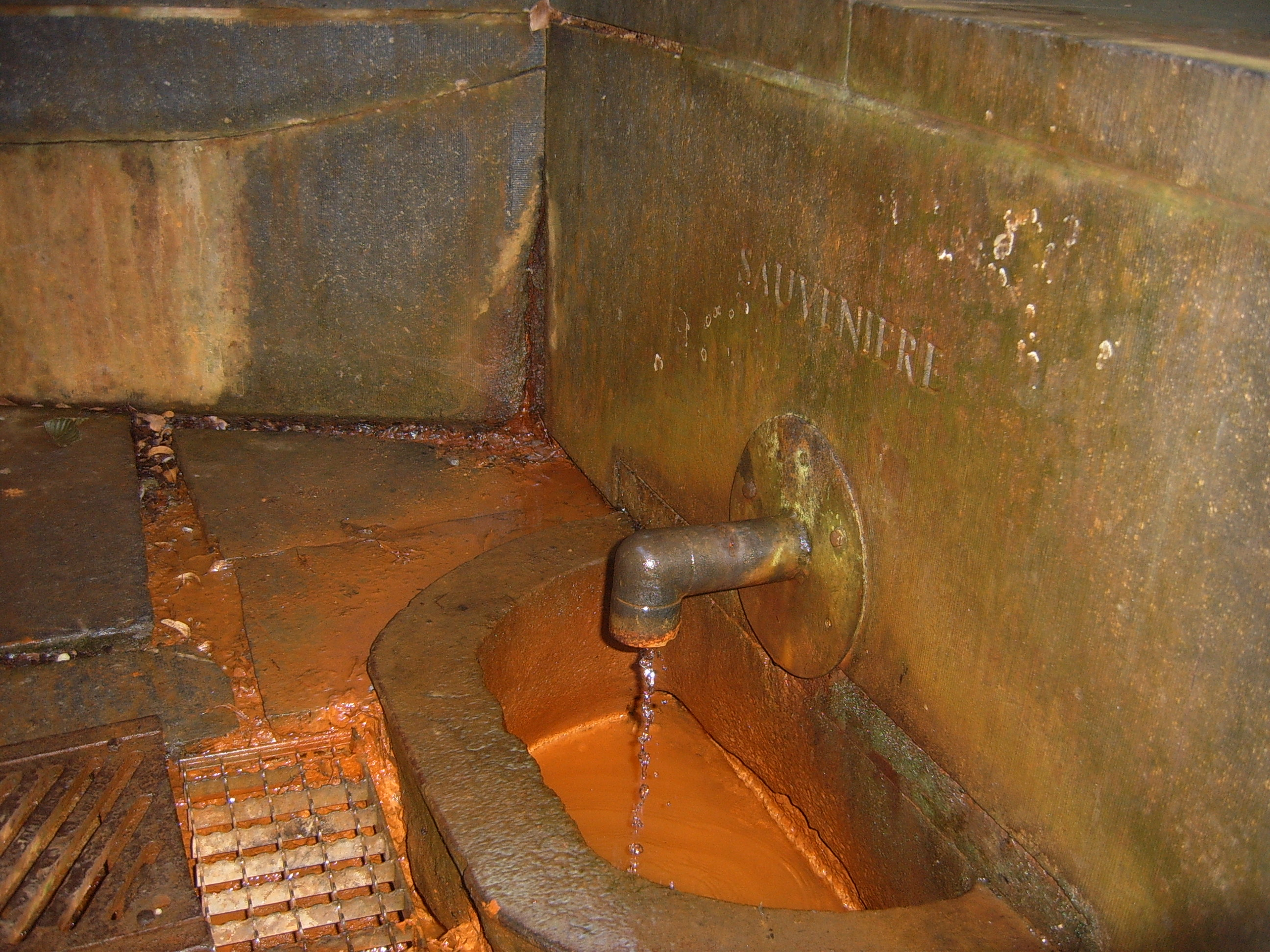
Source de Barisart
- Source du Broxhou
- Source Clémentine
- Pouhon Delcor
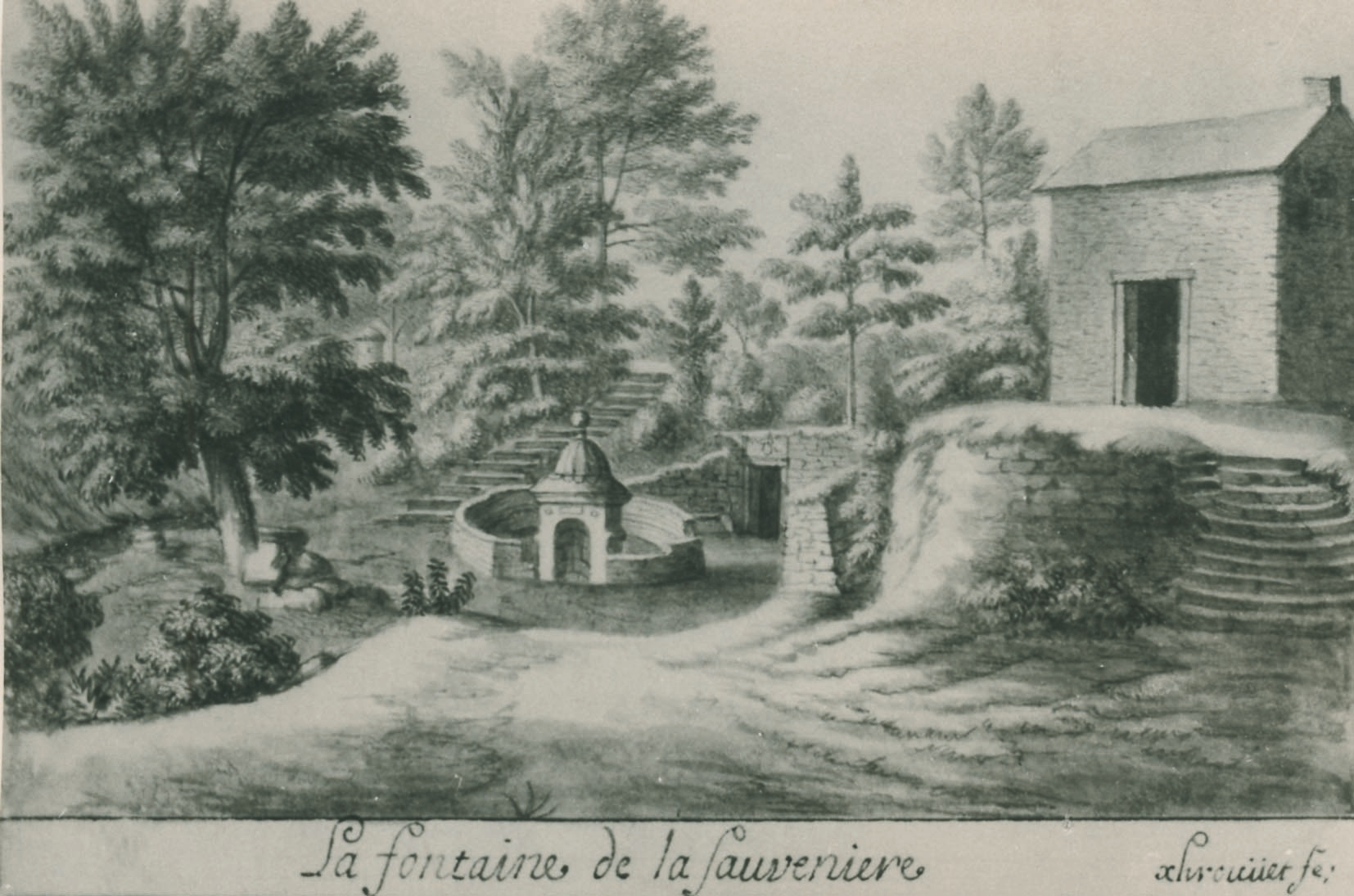
Source de la Géronstère
- Source Groesbeek
- Source Marie-Henriette
- Pouhon du Meunier
- Source de la Pèlerine Voie
- Pouhon Pierre-le-Grand
- Pouhon Pia
- Pouhon Prince de Condé
- Source de la Reine
- Source de la Sauvenière
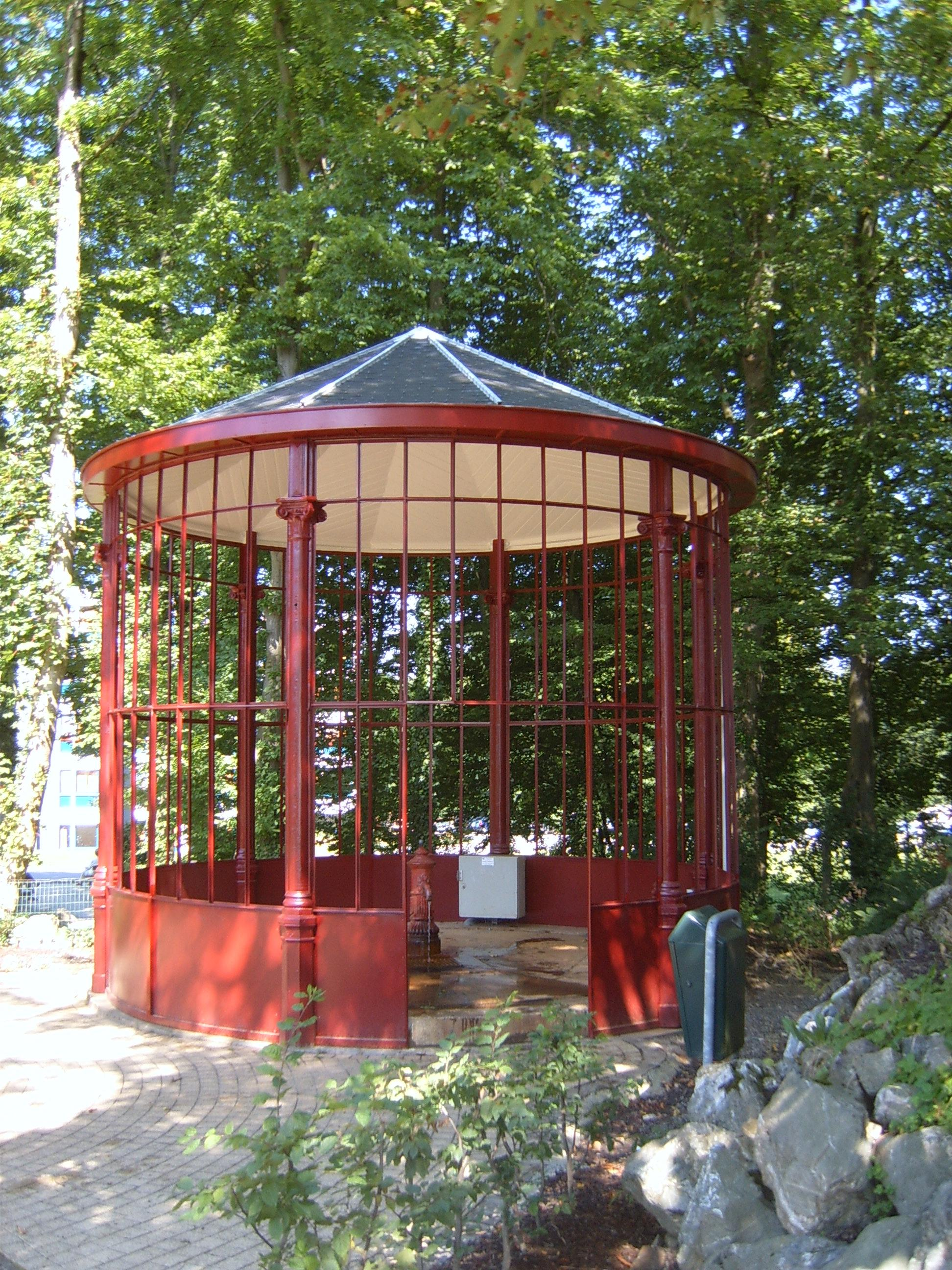
Source du Tonnelet
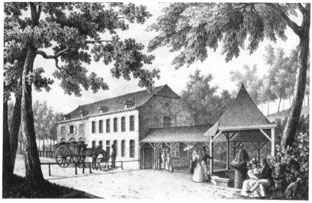
Source de la Sauvenière en 1825.
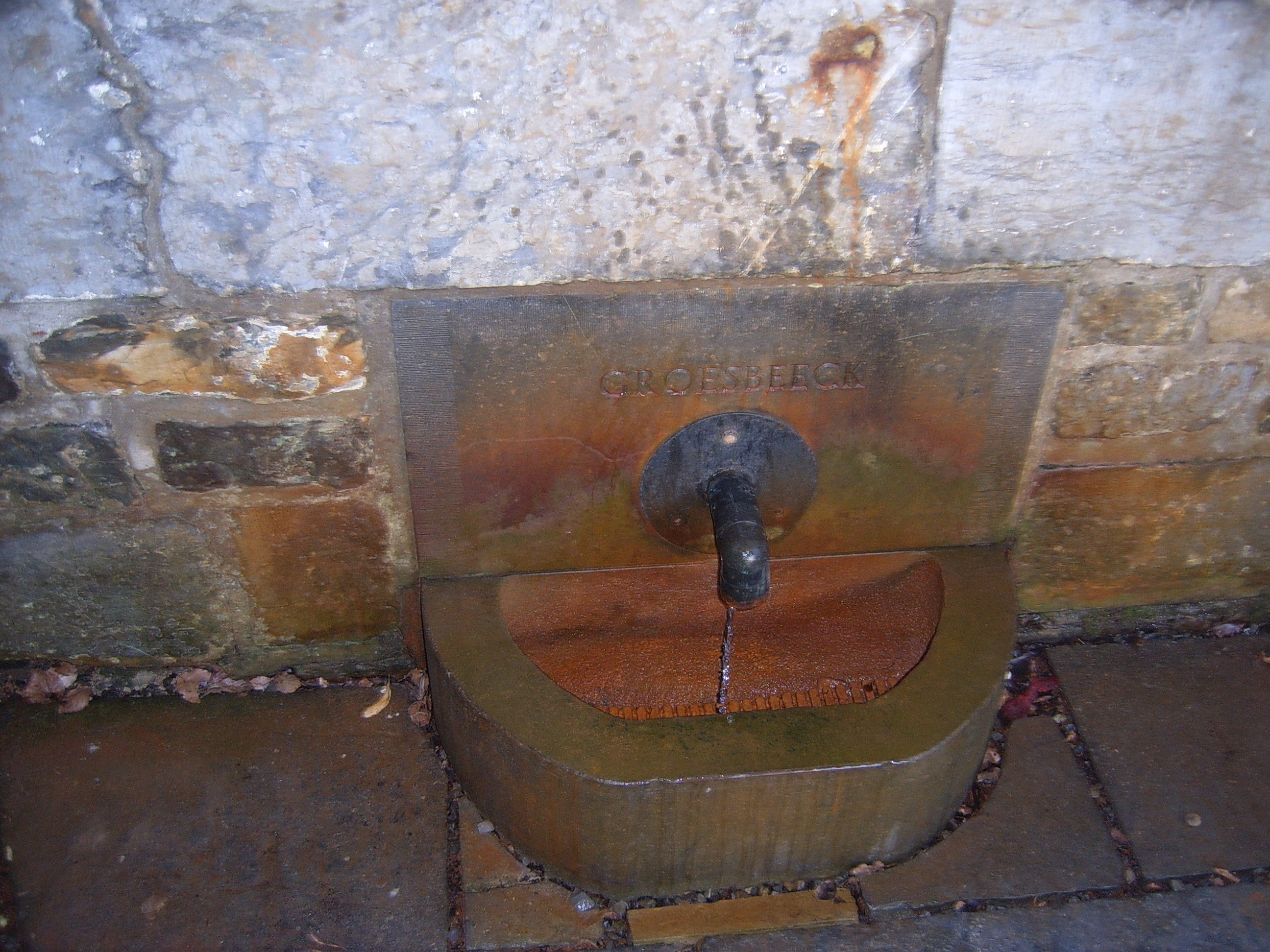
Source Wellington
- Fontaine des Yeux

## Liste des sources disparues
- Source de Warfaaz
- Source de Watrooz
- Fontaine d'Or